# Distrito histórico comercial de East Wetumpka
El Distrito histórico comercial de East Wetumpka es un distrito histórico ubicado en Wetumpka, Alabama, Estados Unidos que se incluyó en el Registro Nacional de Lugares Históricos en 1992.

## Descripción
La lista incluye 25 edificios contribuyentes y 10 no contribuyentes en un área de 6 acres (2,4 ha). Entre los edificios más importantes se encuentran:
- Edificio del Banco de Wetumpka (c. 1910), 110 East Bridge St, un edificio bancario de mampostería blanca de dos pisos, con un diseño arquitectónico audaz de orientación vertical, uno de los dos únicos edificios diseñados por arquitectos en el distrito, en una prominente intersección de cinco vías.[1]

- First National Bank (c. 1910), Company Street, un edificio bancario de dos pisos, de forma triangular (plancha), con un reloj emblemático, en la misma intersección de cinco vías. Las pilastras sostienen un arquitrabe ancho sobre las ventanas del primer piso, y el patrón se repite, más pequeño, en el segundo piso.[1]

- Edificio del hotel Lancaster (c. 1903), 102 Court St. y East Main St., en la misma intersección de cinco vías; un hotel de tres pisos.[1]

- Palacio de justicia del condado de Elmore (1931), Commerce Street. Este es un edificio monumental de dos pisos de estilo neoclásico "con matices de Art Deco egipcio", el otro edificio diseñado por un arquitecto en el distrito. Tiene una logia central sostenida por ocho columnas estriadas macizas y un arquitrabe decorado con modillones y florecillas.
- 221 Company Street (c. 1910), un edificio comercial de ladrillo de tres pisos considerado un centro social y económico, histórico de la comunidad negra de Wetumpka; también se la conoce como la funeraria Rose-Geeter.[1]

- Old Jail (c. 1820), edificio de ladrillo de un piso con pequeñas ventanas con barrotes en tres lados, considerada la primera cárcel de Wetumpka.[1]